# Lista das maiores goleadas do Campeonato Brasileiro de Futebol - Série D

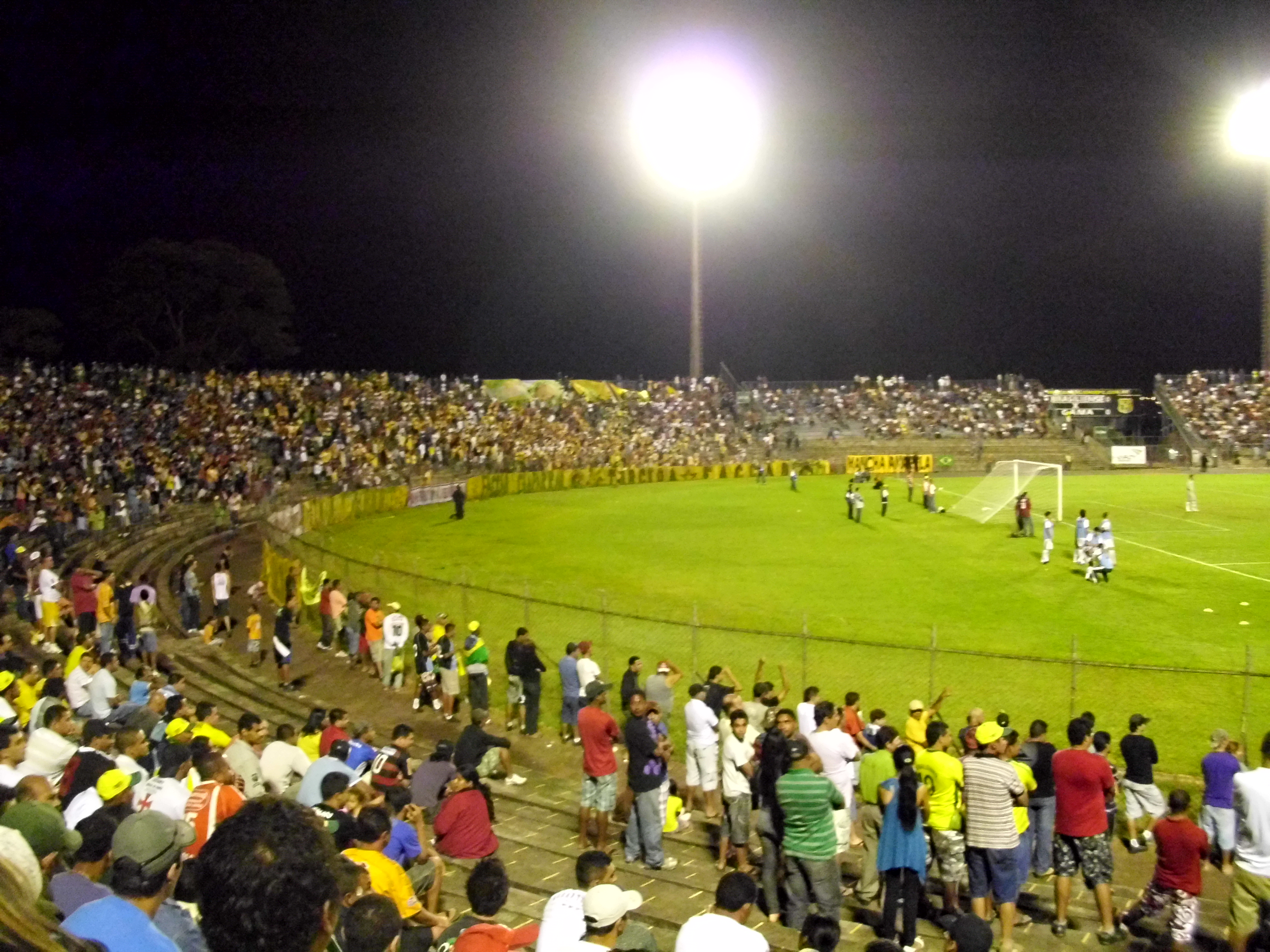
O Estádio Serejão, também conhecido como Boca do Jacaré, foi palco da maior goleada da história de todas as divisões do Campeonato Brasileiro.

Esta é uma lista das maiores goleadas do Campeonato Brasileiro de Futebol - Série D, competição nacional de clubes de futebol do Brasil, organizada pela Confederação Brasileira de Futebol (CBF), que equivale à quarta divisão do futebol brasileiro. Ao contrário de outros países onde o futebol é um esporte popular e tradicional, como a Inglaterra, que possui 24 divisões nacionais, o sistema de ligas nacionais no Brasil por muitos anos chegava apenas à Série C, equivalente à terceira divisão. A primeira edição da Série D foi realizada em 2009, após confirmação da CBF no ano anterior promovendo o decréscimo de participantes da Série C de 64 para 20 clubes. Inicialmente, o regulamento previa a participação de 40 equipes selecionadas através das competições estaduais, mas o Acre desistiu de enviar representantes e, exclusivamente naquele ano, a disputa ficou com 39 times. Ao longo dos anos, a competição passou por alterações de tamanho e formato até chegar ao cenário atual, no qual conta com 64 equipes.
Uma goleada é caracterizada como uma vitória por uma ampla diferença de gols, mas essa diferença não é quantificada. Alguns comentaristas e analistas de futebol consideram uma goleada qualquer triunfo a partir de três gols de diferença, enquanto outros só consideram a partir de quatro gols. Há também quem utilize uma soma de ambos os critérios, considerando goleada a diferença de três ou mais gols, desde que seja marcado pelo menos quatro gols por uma mesma equipe, excluindo por exemplo o placar de 3–0.
A maior goleada da história da Série D, considerando a diferença de gols, foi a vitória do Brasiliense por 10–0 sobre o Interporto, pelo Grupo A5 da edição de 2023. A equipe candanga se aproveitou da fragilidade do rival tocantinense, que nessa edição já havia sofrido quatro goleadas anteriormente: 8–1 contra o Iporá , 4–0 para o Ceilândia, 7–0 diante do Anápolis e 6–0 frente o Operário VG. Já o resultado de 9–0 ocorreu duas vezes: a primeira, na partida entre São Caetano e Pelotas, pelo Grupo A8 da Série D de 2020. Na ocasião, o time do ABC Paulista precisou escalar às pressas jogadores das categorias de base para evitar um W.O., uma vez que o elenco profissional entrou em greve e se recusou a jogar: o clube não pagava salários há quatro meses, além de direitos de imagem, premiações e demais benefícios. Ao todo, o São Caetano conseguiu reunir 16 jogadores dos elencos sub-17 e sub-20. Um dos atletas chegou ao Anacleto Campanella apenas às 17h50 para a partida que estava marcada para às 18h. A segunda foi a vitória do Operário VG sobre o Real Ariquemes, na edição de 2023: somente cinco dias após a maior goleada da história da competição, o clube mato-grossense quase igualou o feito ao aplicar 9–0 na equipe de Rondônia, com direito a um hat-trick de Pablo Thomaz. Outros dois confrontos tiveram uma equipe marcando nove gols: em 2011, o Plácido de Castro aplicou 9–1 no Vila Aurora, mesmo placar da goleada do ABC sobre o Caucaia, dez anos depois. O Trem também se destaca na lista com a vitória por 10–2 contra o Náutico-RR na edição de 2022, a quarta maior goleada de todos os tempos da quarta divisão.
A única partida da listagem de maiores goleadas da Série D que não aconteceu na fase de grupos foi Atlético Acreano versus Náutico-RR: na edição de 2016, o time roraimense fez história como a primeira equipe do estado a avançar de fase na quarta divisão, mas sucumbiu no confronto de ida do primeiro mata-mata e levou 5–1 dos acreanos, mesmo jogando em Boa Vista. Para o jogo da volta, o time perdeu sete atletas e viajou com apenas 12 jogadores, sofrendo nova goleada, dessa vez por 8–0. No placar agregado, o Atlético-AC aplicou 13–1 sobre o Náutico-RR. Já em finais de Série D, a maior diferença de gols aconteceu na decisão de 2017: na partida de ida em Ceará-Mirim, na Grande Natal, o Operário-PR fez 5–0 sobre o Globo, praticamente garantindo o título, que se confirmou no jogo da volta mesmo após a derrota por 1–0 em Ponta Grossa, interior do Paraná.

## Lista
Estas são as 48 maiores goleadas da história da Série D, considerando como principal critério de desempate a diferença de gols e, posteriormente, o número de gols marcados pela equipe vencedora.
| Nº | Mandante          | Placar | Visitante           | Estádio                   | Data           | Ano  | Ref.   |
| -- | ----------------- | ------ | ------------------- | ------------------------- | -------------- | ---- | ------ |
| 1  | Brasiliense       | 10–0   | Interporto          | Serejão                   | 10 de julho    | 2023 | [ 7 ]  |
| 2  | São Caetano       | 0–9    | Pelotas             | Anacleto Campanella       | 24 de outubro  | 2020 | [ 10 ] |
| 2  | Operário VG       | 9–0    | Real Ariquemes      | Dito Souza                | 15 de julho    | 2023 | [ 11 ] |
| 4  | Trem              | 10–2   | Náutico-RR          | Zerão                     | 6 de junho     | 2022 | [ 20 ] |
| 5  | Plácido de Castro | 9–1    | Vila Aurora         | Arena da Floresta         | 10 de setembro | 2011 | [ 12 ] |
| 5  | ABC               | 9–1    | Caucaia             | Frasqueirão               | 9 de agosto    | 2021 | [ 13 ] |
| 7  | Atlético Acreano  | 8–0    | Náutico-RR          | Florestão                 | 7 de agosto    | 2016 | [ 17 ] |
| 7  | América de Natal  | 8–0    | Serrano-PB          | Arena das Dunas           | 9 de junho     | 2019 | [ 21 ] |
| 7  | Mirassol          | 8–0    | Nacional-PR         | Maião                     | 17 de outubro  | 2020 | [ 22 ] |
| 7  | Ferroviária       | 8–0    | URT                 | Fonte Luminosa            | 17 de abril    | 2022 | [ 23 ] |
| 7  | Porto Velho       | 8–0    | Náutico-RR          | Aluizão                   | 16 de julho    | 2022 | [ 24 ] |
| 7  | Real Ariquemes    | 0–8    | Anápolis            | Valerião                  | 23 de julho    | 2023 | [ 25 ] |
| 13 | Santos-AP         | 8–1    | Plácido de Castro   | Zerão                     | 27 de maio     | 2018 | [ 26 ] |
| 13 | América de Natal  | 8–1    | Crato               | Arena das Dunas           | 10 de julho    | 2022 | [ 27 ] |
| 13 | Iporá             | 8–1    | Interporto          | Ferreirão                 | 14 de maio     | 2023 | [ 28 ] |
| 16 | ABC               | 7–0    | Jacyobá             | Frasqueirão               | 27 de setembro | 2020 | [ 29 ] |
| 16 | Itabaiana         | 7–0    | Jacyobá             | Etelvino Mendonça         | 8 de novembro  | 2020 | [ 30 ] |
| 16 | Cabofriense       | 7–0    | Nacional-PR         | Correão                   | 13 de novembro | 2020 | [ 31 ] |
| 16 | Ferroviária       | 7–0    | Águia Negra         | Fonte Luminosa            | 3 de julho     | 2021 | [ 32 ] |
| 16 | Sousa             | 7–0    | Caucaia             | Marizão                   | 10 de julho    | 2021 | [ 33 ] |
| 16 | Afogados          | 7–0    | São Paulo Crystal   | Vianão                    | 16 de julho    | 2022 | [ 34 ] |
| 16 | Anápolis          | 7–0    | Interporto          | Jonas Duarte              | 10 de junho    | 2023 | [ 35 ] |
| 16 | Real Ariquemes    | 0–7    | Ceilândia           | Valerião                  | 9 de julho     | 2023 | [ 36 ] |
| 16 | São Raimundo-RR   | 7–0    | São Francisco-AC    | Canarinho                 | 22 de julho    | 2023 | [ 37 ] |
| 16 | Aparecidense      | 7–0    | Gazin Porto Velho   | Annibal Batista de Toledo | 5 de julho     | 2025 | [ 38 ] |
| 26 | River-PI          | 7–1    | Guarany de Sobral   | Albertão                  | 21 de setembro | 2014 | [ 39 ] |
| 26 | Galvez            | 7–1    | Independente-PA     | Arena Acreana             | 21 de novembro | 2020 | [ 40 ] |
| 26 | São Raimundo-RR   | 7–1    | Atlético Acreano    | Canarinho                 | 5 de setembro  | 2021 | [ 41 ] |
| 29 | Cianorte          | 6–0    | Marília             | Olímpico                  | 24 de junho    | 2012 | [ 42 ] |
| 29 | Sampaio Corrêa    | 6–0    | Santos-AP           | Nhozinho Santos           | 12 de agosto   | 2012 | [ 43 ] |
| 29 | Friburguense      | 6–0    | Guarani-MG          | Eduardo Guinle            | 26 de agosto   | 2012 | [ 44 ] |
| 29 | São Raimundo-RR   | 0–6    | Rio Branco-AC       | Ribeirão                  | 20 de setembro | 2014 | [ 45 ] |
| 29 | Boavista-RJ       | 0–6    | Metropolitano       | Eucy Resende              | 21 de setembro | 2014 | [ 46 ] |
| 29 | CSA               | 6–0    | Guarani de Juazeiro | Rei Pelé                  | 19 de junho    | 2016 | [ 47 ] |
| 29 | São Raimundo-PA   | 6–0    | Rio Branco-AC       | Colosso do Tapajós        | 10 de julho    | 2016 | [ 48 ] |
| 29 | Serrano-PB        | 0–6    | América de Natal    | Amigão                    | 4 de maio      | 2019 | [ 49 ] |
| 29 | Novorizontino     | 6–0    | Itaboraí            | Jorjão                    | 9 de junho     | 2019 | [ 50 ] |
| 29 | Mirassol          | 6–0    | Toledo              | Maião                     | 30 de setembro | 2020 | [ 51 ] |
| 29 | São Raimundo-RR   | 6–0    | Baré                | Canarinho                 | 13 de novembro | 2020 | [ 52 ] |
| 29 | Jacyobá           | 0–6    | ABC                 | Fumeirão                  | 21 de novembro | 2020 | [ 53 ] |
| 29 | Caxias            | 6–0    | São Caetano         | Centenário                | 28 de novembro | 2020 | [ 54 ] |
| 29 | Águia Negra       | 0–6    | Caldense            | Ninho d'Águia             | 1 de agosto    | 2021 | [ 55 ] |
| 29 | Náutico-RR        | 0–6    | Amazonas            | Canarinho                 | 9 de julho     | 2022 | [ 56 ] |
| 29 | Amazonas          | 6–0    | Humaitá             | Colina                    | 17 de julho    | 2022 | [ 57 ] |
| 29 | Ferroviário       | 6–0    | Parnahyba           | Presidente Vargas         | 7 de junho     | 2023 | [ 58 ] |
| 29 | Operário VG       | 6–0    | Interporto          | Dito Souza                | 18 de junho    | 2023 | [ 59 ] |
| 29 | São José-SP       | 6–0    | Patrocinense        | Martins Pereira           | 12 de junho    | 2024 | [ 60 ] |
| 29 | Águia de Marabá   | 6–0    | Humaitá             | Zinho de Oliveira         | 7 de junho     | 2025 | [ 61 ] |